# 鍾紹京

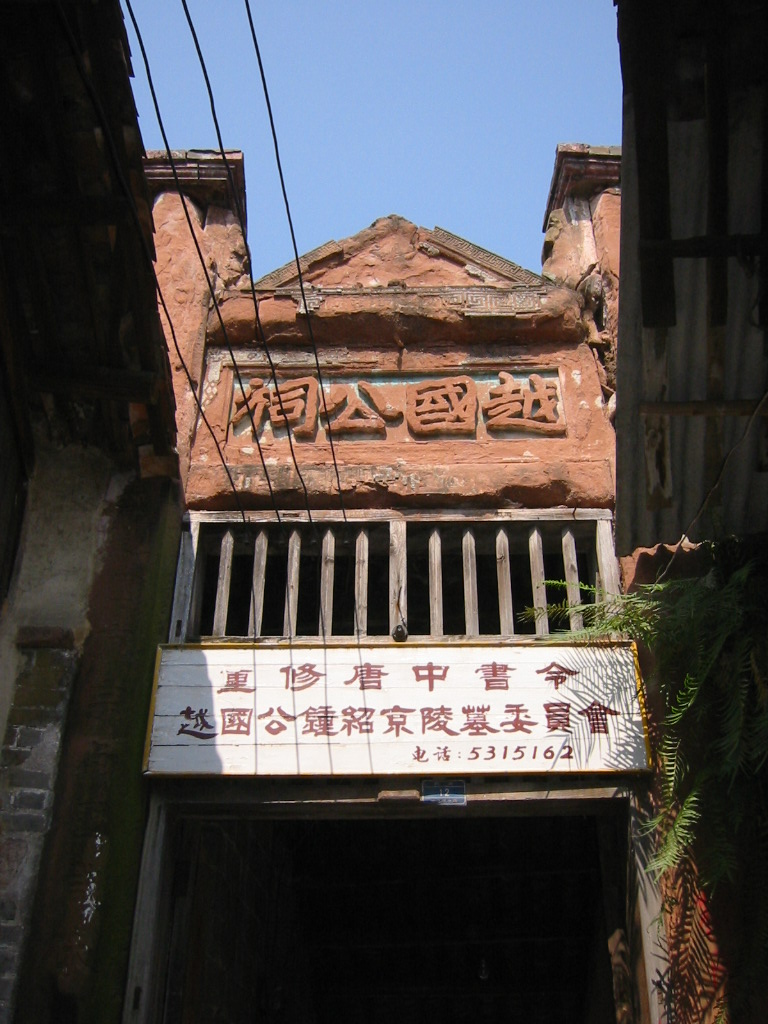
位于兴国县的越国公祠

鍾紹京（659年—746年），字可大，虔州贛縣瀲江清德鄉（今江西興國）人，唐朝政治人物、書法家，工書法，後人將其與十世祖鍾繇並稱“書家雙絕”。
因善於書法而被兵部尚書裴行儉提拔，進入朝廷。後擔任「宮苑總監」，在其妻的鼓動下與李隆基等人發動唐隆政变，擁立唐睿宗，睿宗時為中書令、封越國公。
為人好惡分明，任意賞罰，得罪薛稷，被睿宗貶為蜀州刺史，唐隆政变後，睿宗禪讓予李隆基，是為玄宗，獲命為戶部尚書，遷太子詹事。又得罪姚崇，玄宗將其連貶綿州刺史、琰州尉、溫州別駕。玄宗後又於心不忍，詔入長安，封太子右諭德，後改少詹事。

## 延伸阅读
[在维基数据编辑]
 《舊唐書·卷97》，出自刘昫《舊唐書》
 《新唐書·卷121》，出自《新唐書》
 在维基共享资源阅览影像